# 1,1-dicloroetene
L'1,1-dicloroetene o dicloruro di vinilidene, è un composto organico clorurato con formula molecolare è C2H2Cl2.

## Impiego
Viene principalmente utilizzato come monomero (per la produzione di polivinildencloruro) e come comonomero (cioè associato ad altri monomeri) nella polimerizzazione del cloruro di vinile, dell'acrilonitrile e degli acrilati. È anche impiegato nella fabbricazione di dispositivi a semiconduttore.

## Pericolosità
l'1,1-dicloroetene è un composto organico estremamente infiammabile e nocivo per inalazione. È inoltre un sospetto cancerogeno.

## Interventi di primo soccorso
I sintomi di avvelenamento possono comparire dopo molte ore, per tale motivo è necessaria la sorveglianza di un medico nelle 48 ore successive all'incidente.
Se inalato o ingerito portare la persona interessata in zona ben aerata, praticare eventualmente la respirazione artificiale e tenere al caldo. Se i disturbi persistono consultare il medico. Se il soggetto è svenuto provvedere a tenerlo durante il trasporto in posizione stabile su un fianco.
Generalmente il composto non causa danni alla cute e in caso di contatto con gli occhi lavare abbondantemente con acqua corrente.

## Misure antincendio
- Mezzi di estinzione idonei: anidride carbonica (CO2) o schiuma resistente all'alcool.
- Mezzi di estinzione inadatti per motivi di sicurezza: getti d'acqua.
- Rischi specifici dovuti alla sostanza, ai suoi prodotti della combustione o ai gas liberati: Acido cloridrico (HCl)
- Mezzi protettivi specifici: in ambienti confinati indossare il respiratore. Non inalare i gas derivanti da incendi e combustione.
- Altre indicazioni: raffreddare i contenitori a rischio con un getto d'acqua.